# Janina Romańska-Werner
Janina Romańska-Werner (ur. 20 maja 1940 w Krakowie, zm. 1 października 2019 tamże) – polska pianistka, dr hab., wykładowca akademicki, profesor Akademii Muzycznej w Krakowie.

## Życiorys
Córka Mieczysława i Zofii. Ukończyła Średnią Szkołę Muzyczną w Gliwicach. Absolwentka Państwowej Wyższej Szkoły Muzycznej w Krakowie w klasie fortepianu prof. Jana Hoffmana. Żona organisty Leszka Wernera. Uzyskała stopień doktora habilitowanego, natomiast 2 grudnia 2002 nadano jej tytuł profesora w zakresie sztuk muzycznych. Pracowała na stanowisku kierownika i profesora zwyczajnego w Katedrze Kameralistyki na Wydziale Instrumentalnym Akademii Muzycznej w Krakowie.
Od 1999 do 2002 była prodziekanem na Wydziale Instrumentalnym Akademii Muzycznej w Krakowie.
Zmarła 1 października 2019.

## Odznaczenia
- Medal Komisji Edukacji Narodowej[2]
- Srebrna Odznaka „Zasłużony dla Ziemi Krakowskiej[2]
- Złoty Krzyż Zasługi[2]